# 1936 na literatura

## Eventos
- 17 de Janeiro - Publicação da primeira tira de BD Fantasma, de Lee Falk.
- Gilberto Freyre publica o clássico Sobrados e Mocambos
- Sérgio Buarque de Holanda publica o clássico Raízes do Brasil.

### Literatura infantil
- Monteiro Lobato - Dom Quixote das Crianças
- Monteiro Lobato - Memórias da Emília

## Nascimentos
| Data            | Nome                        | Profissão | Nacionalidade                  | Observações | Ref |
| --------------- | --------------------------- | --- | ------------------------------ | ----------- | --- |
| 28 de Janeiro   | Ismail Kadaré               | escritor | albanês                        |             |     |
| 20 de Fevereiro | António Salvado             | poeta | Portugal                       |             |     |
| 9 de abril      | Ghassan Kanafani            | escritor e ativista                                                                                                 | Mandato Britânico da Palestina | m. 1972     |     |
| 12 de Maio      | Manuel Alegre               | poeta e político | Portugal                       |             |     |
| 30 de julho     | Adelaide Carraro            | escritora | Brasil                         | m. 1992     |     |
| 31 de julho     | Carlos Severiano Cavalcanti | poeta | Brasil                         |             |     |
| 26 de Agosto    | Alfredo Bosi                | professor universitário, crítico, historiador de literatura brasileira e acadêmico da Academia Brasileira de Letras | Brasil                         |             |     |
| 26 de Setembro  | Luis Fernando Verissimo     | escritor | Brasil                         |             |     |
| 19 de Outubro   | Álvaro Guerra               | político, diplomata, jornalista e escritor                                                                          | Portugal                       | m. 2002     |     |
| 18 de Novembro  | Suzette Haden Elgin         | escritora de ficção-científica                                                                                      | Estados Unidos                 |             |     |

## Mortes
| Data            | Nome                                   | Profissão                           | Nacionalidade  | Observações | Ref |
| --------------- | -------------------------------------- | ----------------------------------- | -------------- | ----------- | --- |
| 18 de janeiro   | Rudyard Kipling                        | escritor                            | Inglaterra     | n. 1865     |     |
| 26 de fevereiro | Jaime de Magalhães Lima                | escritor                            | Portugal       | n. 1859     |     |
| 11 de junho     | Robert E. Howard                       | escritor                            | Estados Unidos | n. 1906     |     |
| 10 de dezembro  | Luigi Pirandello                       | dramaturgo, poeta e romancista      | Itália         | n. 1867     |     |
| 31 de dezembro  | Miguel de Unamuno                      | escritor, poeta e filósofo espanhol | Espanha        | n. 1864     |     |
| ?               | Joaquim António da Fonseca Vasconcelos | historiador                         | Portugal       | n. 1849     |     |

## Prémios literários
- Nobel de Literatura - Eugene Gladstone O'Neill.